# Tenuto

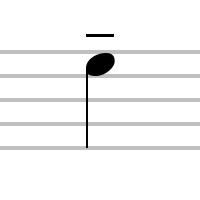
Figura 1. Tenuto.

Tenuto (en italiano, participio pasado de tenere, "mantener, sostener") abbr. ten. en notación musical es un signo de articulación cuyo significado exacto es contextual. De tal manera que puede significar que el intérprete debe tocar la nota o acorde en cuestión manteniendo su valor total (o alargarla, con un leve rubato); o bien debe tocar la nota ligeramente más fuerte aplicando una leve tensión para acentuarla.

## Representación gráfica
Este signo de articulación puede aparecer representado en las partituras o partichelas de tres maneras diferentes:
1. La palabra «tenuto» escrita sobre el pasaje que se tocará conforme a dicha articulación. Esta opción se suele emplear cuando la indicación afecta a un pasaje muy largo o bien a todo un movimiento de una pieza.
2. La abreviatura «ten.» escrita encima de la nota o pasaje que se tocará conforme a tal indicación.
3. Una línea horizontal corta, más o menos la longitud de una cabeza de nota, que se sitúa centrada sobre la cabeza de la nota y generalmente se coloca por encima de las notas si las plicas apuntan hacia abajo y por debajo si las plicas apuntan hacia arriba. En el caso de las redondas que carecen de plicas, se actúa como si la tuviesen; de tal forma que el signo se colocará por encima o por debajo de la nota  en función de su ubicación en el pentagrama. Por último, cuando las direcciones de las plicas son distintas  el signo de articulación se dibuja siempre por encima. La ubicación del signo es en el siguiente espacio de la cabeza de la nota, tanto si la nota se encuentra en una línea como en un espacio del pentagrama.

## Usos y efectos
Podría decirse que es una de las primeras articulaciones utilizadas en la notación musical, ya que Notker Balbulus (c. 840 - 912) discute el uso de la letra t en la notación del canto llano como símbolo de «trahere vel tenere debere» en una de sus cartas. 
El tenuto indica que una nota o acorde debe ser mantenido todo su valor o debe aplicarse una leve tensión (articulación de intensidad). Esta articulación de duración puede ser usada con cualquiera de las duraciones rítmicas. Su duración puede ser igual o más larga que una nota o acorde sin marcar. 
La indicación tenuto, en otras palabras, puede alterar la dinámica o la duración de una nota. En cualquier caso, este signo indica que una nota debe recibir un énfasis.

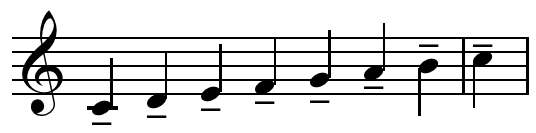
Figura 2. Escala diatónica de do, tenuto.

### Articulaciones combinadas
El significado de este signo puede verse afectado cuando aparece en conjunción con otras articulaciones. Además, la doble naturaleza del tenuto de articulación de duración y de articulación de intensidad favorece que se pueda combinar con otras articulaciones de cualquiera de los dos tipos. Así pues, si se combina con una articulación de duración el tenuto adopta la naturaleza de signo de intensidad manteniendo su función duracional. Mientras que si se combina con una articulación de intensidad asumirá la función que afecta a la duración y puede añadir también cierta intensidad.
- Cuando aparece con un staccato, se representa colocando el signo de staccato en vertical por encima o por debajo de la figura y el signo de tenuto justo a continuación. Tiene prácticamente el mismo significado que el staccato bajo una ligadura, es decir, no legato[6] o separado.[7]
- Cuando aparece con un acento, se anota colocando el signo de tenuto en vertical por encima o por debajo de la figura y el signo de acento justo después. Como el acento indica la dinámica, el tenuto adquiere su sentido de interpretar la duración total o adicional.[5][8]
- Si hay una sucesión de indicaciones de tenuto seguidas, el intérprete o ejecutante tocará las notas ligeramente separadas y además con un leve acento.[1][9]

Sin embargo, con el staccatissimo no suele combinarse.